# Округ Индијан Ривер (Флорида)
Индијан Ривер (енгл. Indian River County) је округ у америчкој савезној држави Флорида. По попису из 2010. године број становника је 138.028.

## Демографија
Према попису становништва из 2010. у округу је живело 138.028 становника, што је 25.081 (22,2%) становника више него 2000. године.
| Група             | 2000.          | 2010.           |
| Белци             | 94.250 (83,4%) | 106.780 (77,4%) |
| Афроамериканци    | 9.253 (8,2%)   | 12.397 (9,0%)   |
| Азијати           | 838 (0,7%)     | 1.666 (1,2%)    |
| Хиспаноамериканци | 7.381 (6,5%)   | 15.465 (11,2%)  |
| Укупно            | 112.947        | 138.028         |